# Halicyclops paradenticulatus
Halicyclops paradenticulatus – gatunek widłonoga z rodziny Halicyclopidae. Opisał go w 1984 roku brazylijski zoolog Carlos Eduardo Falavigna da Rocha z Universidade de São Paulo. Holotypowa samica została pozyskana na stanowisku nr 3 na rzece Pomonga w brazylijskim stanie Sergipe; samca nie opisano. Epitet gatunkowy odnosi się do podobieństwa tego gatunku do Halicyclops denticulatus.